# Rémiz à ventre jaune
Anthoscopus parvulus
Espèce
Synonymes
- Aegithalus ? parvulus Heuglin, 1864

Répartition géographique
Statut de conservation UICN

LC : Préoccupation mineure
La Rémiz à ventre jaune (Anthoscopus parvulus)  est une espèce de passereaux de la famille des Remizidae.

## Systématique
L'espèce Anthoscopus parvulus a été décrite pour la première fois en 1864 par l'explorateur et ornithologue allemand Theodor von Heuglin (1824-1876) sous le protonyme Aegithalus ? parvulus,.

## Publication originale
- (de) Th. von Heuglin, « Ornithologische Miscellen aus Central-Africa », Journal für Ornithologie, Berlin, vol. 12, no 70,‎ juillet 1864, p. 241-276 (ISSN 0021-8375 et 1439-0361, OCLC 1588080, lire en ligne).